# Kawanishi N1K-J Shiden
Береговой перехватчик Молния ВМС Императорской Японии  (яп.  Кёкутисэнтоки Сидэн/Каваниси Эн-Ити-Кэй-Ити-Дзэй)  — одноместный цельнометаллический истребитель-перехватчик берегового базирования ВМС. Разработан в авиационном КБ завода Каваниси под руководством С. Кикухары на базе гидроистребителя среднепланной схемы. Полет прототипа состоялся в конце 1942 г., принят на вооружение авиации ВМС в конце 1943 г. под строевым шифром Молния  (яп.  Сидэн). Считался одним из сильнейших истребителей своего времени. Модификация Молния-2 низкопланной схемы носила неофициальное наименование Молния-М  (яп.  Сидэн-Кай). Условное обозначение ВВС союзников Джордж (George).

## История

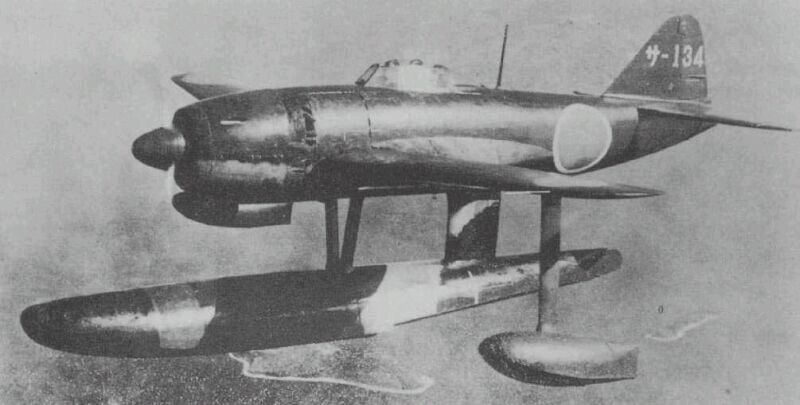
Гидроистребитель ВМС Шторм
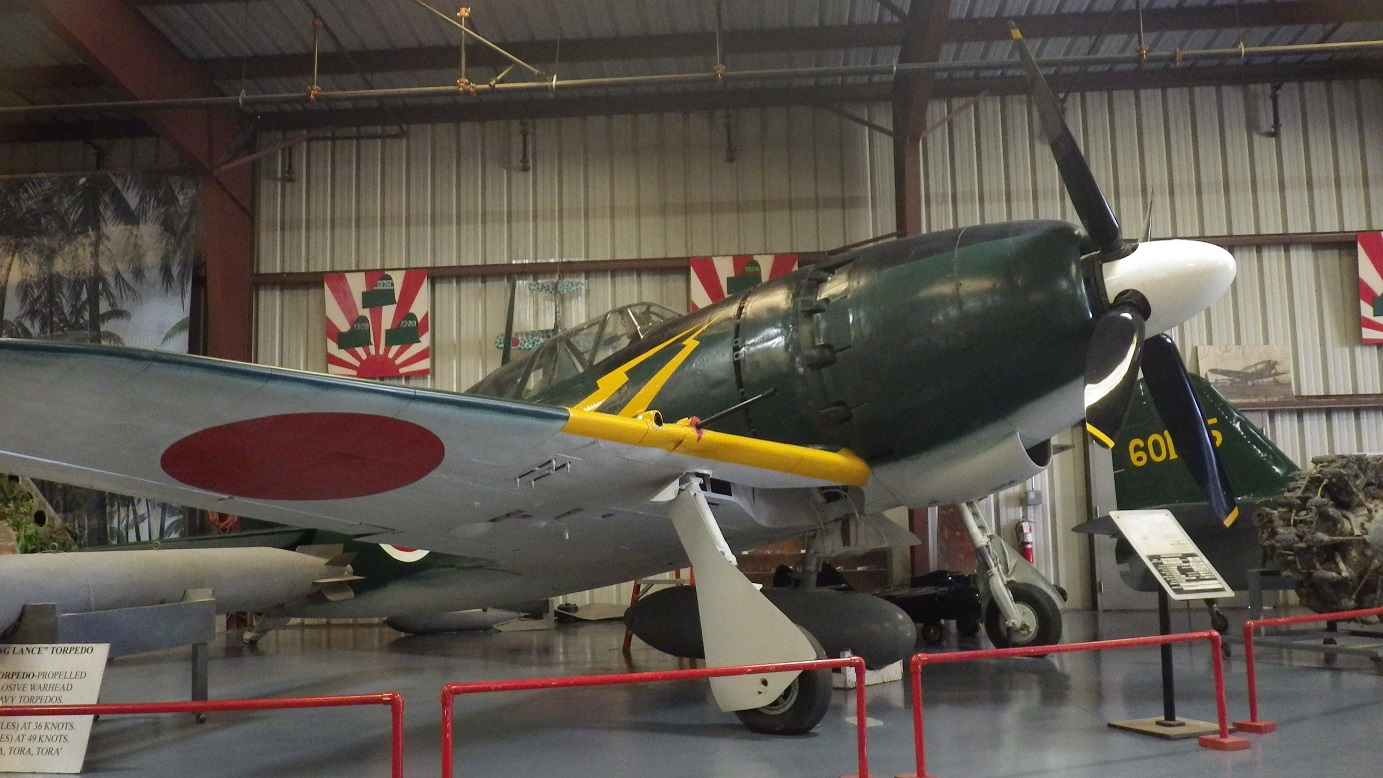
Береговой перехватчик ВМС Гром

Летом 1943 г. на вооружение гидроавиации ВМС Императорской Японии стал поступать гидроистребитель Шторм (N1K Кёфу) КБ Каваниси. Гидроистребитель, тем не менее, не имел возможности победить в столкновении со специализированными истребителями, и несколько позже авиация ВМС США встретила в воздухе   береговой вариант машины. Идея берегового перехватчика родилась в проектном отделе КБ Каваниси (С. Кикухара). В начале войны руководство КБ приняло решение об инициативной разработке берегового истребителя. Во второй половине войны У авиации ВМС возникла острая необходимость в мощном береговом перехватчике ПВО. Новейший перехватчик ВМС Гром  (яп.  Райдэн) имел технические проблемы силовой установки, а И-0 предыдущего поколения был неспособен эффективно противостоять новому поколению истребителей ВМС США. Необходимую роль инициативный проект КБ Каваниси : под шифром Х-1 под руководством Ё. Хасиути разрабатывался береговой перехватчик на основе гидроистребителя Шторм с силовой установкой Слава  (яп.  Хомарэ) КБ Накадзима. Винт большого диаметра (3,3 м) и среднепланная компоновка гидроистребителя потребовали установки на береговой вариант удлиненных телескопических шасси (убиравшихся в ниши с обжимом стоек).

#### АванпроектКБ Каваниси
В конце 1941 г. руководство авиазавода Каваниси, предполагая стагнацию спроса авиации ВМС на гидросамолёты, являвшиеся основной статьей производства завода, приняло решение сделать инициативный конструкторский задел по новой теме. Основой работ стали планы разработки береговых и палубных вариантов находившихся в производстве гидросамолётов. В частности, были проведены работы над тремя темами: торпедоносного варианта большого разведчика МДР-2 и многоцелевой машины на базе гидроистребителя Шторм. В конце года ведущий конструктор С. Кикухара на совещании в ГУ авиации ВМС представил план инициативных разработок конструкторского бюро начальнику ГУ  (контр-адмирал Р. Тада). ГУ авиации приветствовало инициативу в связи с затягиванием работ по проектам берегового и палубного истребителя нового поколения. Часть руководства ГУ авиации возражало против финансирования работ в связи с тем, что, как разработчик гидроавиации, КБ Каваниси имело малый опыт проектирования береговых машин. Тем не менее, весной 1942 г. работы получили официальный шифр Опытный береговой перехватчик № 1. Для ускорения работ конструкция повторяла конструкцию гидроистребителя, но двигатель Мицубиси-Марс  (яп.  Касэй) был заменён более мощным Накадзима-Слава  (яп.  Хомарэ) (1650 л. с.). Было доработано оперение и обжат мидель, крыло использовалось прежнее (с ламинарным профилем НИИ авиации ВМС, убираемым шасси и автоматическими закрылками).

#### Испытания
В конце 1942 г. опытный перехватчик был поднят в воздух с аэродрома Итами под Осакой, где выявилась недостаточная техническая надёжность нового двигателя. КБ Каваниси вынуждено было вместо доводки машины ждать решения проблемы в КБ Накадзима.. Лётчик-испытатель ВМС (капитан 3-го ранга Ё. Сига) считал двигатель основной проблемой машины, сильную загазованность кабины также отмечал капитан-лейтенант К. Ивасаки. В связи со среднепланной схемой, стойки шасси были выполнены телескопическими. Из-за низкого давления гидравлики складывание стоек и убор в ниши занимали до 2-х минут (на поздних сериях до 20 сек.) На И-0 цикл убора шасси занимал 12 секунд, на низкопланах Молния-2 (Сидэн-Кай) — 9 секунд. Cложность конструкции вызывала разницу в тормозном моменте и рыскание на посадке, что вызывало большие затруднения на посадке даже у испытателей . В 1945 г. в ИАП №343 и №301 ВМС ежемесячно случалось до 10 ЧП со складыванием стоек на посадке.. Для строевого состава опасность представлял большой посадочный пробег. Лётчики нередко предпочитали совершать посадку на грунт рядом с ВПП, чтобы не рисковать выскочить за пределы.
В результате испытаний был сделан вывод, что недостатками опытного перехватчика являются ненадежность шасси, плохой обзор вперед на взлете и нехватка максимальной скорости при сравнении с новейшими машинами США. Проектная скорость составляла 650 км/ч, в реальности опытная машина недодавала порядка 80 км/ч. Набор 6 км занимал чуть более пяти с половиной минут дальность без ПТБ составляла до 1 тыс. км (2 ч. 40 мин. полёта на 360 км/ч и 30 мин. боя). Основной причиной потери мощности было использование низкооктанового бензина (92 вместо 100) и аэродинамическое сопротивление пушечных гондол. Преимуществами были круговой обзор, отличная маневренность, скороподъёмность и резкое пикирование, превосходившее И-1 и И-0).
ГУ авиации ВМС имело предубеждение против самостоятельной разработки КБ Каваниси и критично воспринимало некоторые аспекты нового истребителя. В отчётах испытателей ВМС часто встречались слова: 
…имеется потребность в дополнительных доработках проекта береговой машины в связи с недостатками унаследованной аэродинамической схемы гидроистребителя и ликвидацией конструкторских ошибок …
Успех опытной машины позволил руководству завода Каваниси принять решение о постройке трёх опытных единиц к лету 1943 г., одна из которых была передана на войсковые испытания.

## Производство

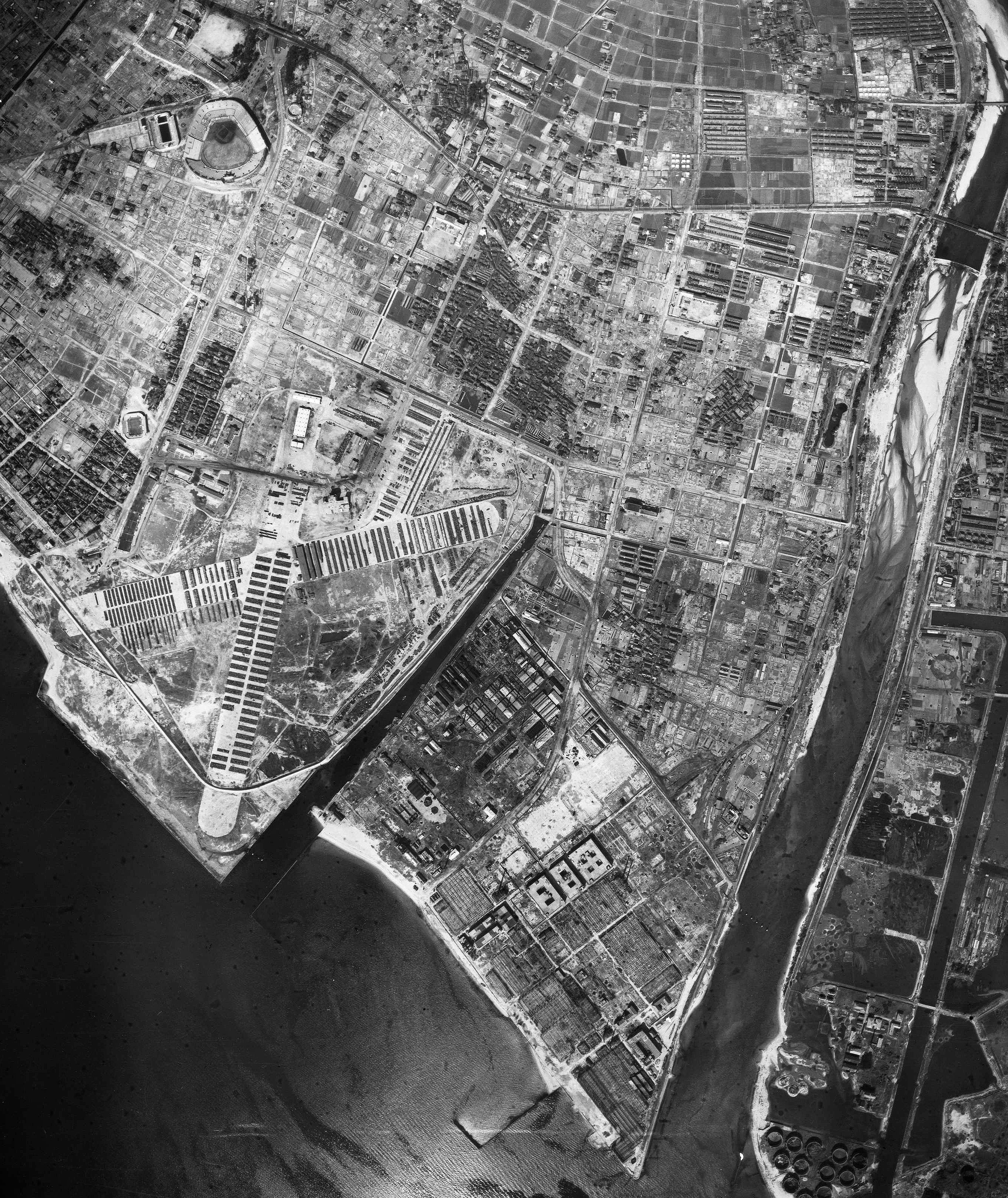
Авиазавод Каваниси и аэродром ВМС (дер. Наруо)
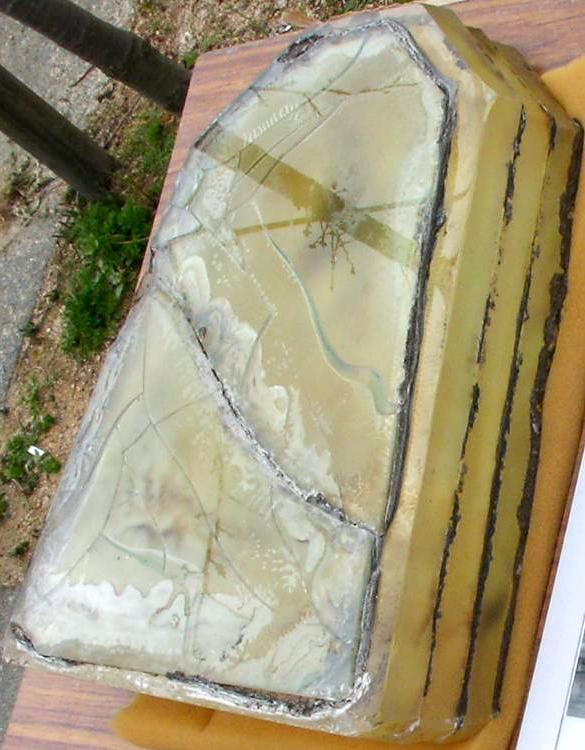
Опытное бронестекло перехватчика

Летом 1943 г. последовал приказ о принятии машины на вооружение авиации ВМС под шифром Молния  (яп.  Сидэн). Причиной было понимание того, что основной корабельный перехватчик И-0 теряет преимущество перед новейшими машинами США. Основной береговой перехватчик ВМС Гром  (яп.  Райдэн) имел большие проблемы с силовой установкой Марс  (яп.  Касэй). КБ авиации №11 ВМС (округ ВМС Курэ) настаивало, что инициативный проект не имеет преимущества перед строящимся Громом. Тем не менее, специалисты КБ №11 приняли участие в доводке проекта, параллельно с чем начался заказ оснастки для авиазаводов Каваниси (г. Химэдзи и дер. Наруо в преф. Хёго).
Разработке берегового перехватчика ПВО придавалось столь высокое значение, что за три месяца к концу 1943 г. на основном производстве в дер. Наруо построили 70 машин. В начале 1944 г. первые машины выпустил завод в г. Химэдзи. К весне 1944 г. основные усилия были направлены на доводку и начало производства низкоплана, но велась и доводка среднепланной модели. Первые машины оснащались двигателем Слава (NK9B) (1820 л. с. при 3000 об/мин). 4 опытных машины получили Славу-2 (NK9H) с уменьшенным оребрением и раздельными патрубками(1990 л. с.). Достаточно мощное вооружение (по паре синхронизированных АП-97 и подвесных АП-1) было усилено крыльевой пушечной парой. В ходе модернизации ранние серии  получили пушечное вооружение, средние - подкрыльевые пилоны для нагрузки до 500 кг. Поздние серии являлись многоцелевыми машинами ИБА.
Для увеличения темпов производства завод в дер. Наруо в конце 1943 г. свернул производство гидроистребителя. При передислокации ИАП №341 и №343 на арх. Филиппин производство среднепланов было свернуто, и завод стал готовиться к выпуску низкопланов Молния-М (Сидэн-Кай).  Подготовка производства была также начата на авиазаводах Мицубиси, Аити, Сёва и авиапредприятиях ВМС (г. Курэ, г. Омура и г. Кодза). Общий объём производства в дер. Наруо и г. Химэдзи до 1 тыс. ед. В конце 1944 г. был построен опытный образец истребителя с твердотопливным ускорителем. До конца января 1945 г. пять машин были модифицированы в штурмовики путем установки подфюзеляжного пилона для ОФАБ-250.

## Модификации

### Опытные
- Х-1 （N1K1）- среднеплан со Славой-2
- предсерийные с синхр. парой АП-97 и пилонной парой АП-1

### Серийные
- ранние с крыльевой и подвесной парой АП-1
- средние с четырьмя крыльевыми АП-1 и 6 ед. НУРС
- поздние версии ИБА с парой пилонов для ОФАБ-250

## Характеристики
| Береговой перехватчик Молния ВМС Императорской Японии |                                                           |                                   |                                   |                                   |
| Шифр ВМС (заводской)                                  | Молния (N1K1-J)                                           |                                   |                                   |                                   |
| Технические                                           |                                                           |                                   |                                   |                                   |
| Экипаж                                                | 1 чел.                                                    |                                   |                                   |                                   |
| Длина                                                 | 8,8 м                                                     |                                   |                                   |                                   |
| Размах (площадь крыла)                                | 12 м (23,5 м²)                                            | 12 м (23,5 м²)                    |                                   |                                   |
| Высота                                                | 4 м                                                       | 4 м                               |                                   |                                   |
| Масса сухая (снаряженная)                             | 2,7 т ( 4 т)                                              | 2,7 т ( 4 т)                      |                                   |                                   |
| Силовая установка                                     |                                                           |                                   |                                   |                                   |
| Двигатель                                             | Слава-2                                                   |                                   |                                   |                                   |
| Объем                                                 | 36 л                                                      |                                   |                                   |                                   |
| Мощность                                              | 2 тыс. л. с.                                              |                                   |                                   |                                   |
| Лётные                                                |                                                           |                                   |                                   |                                   |
| Скорость                                              | 660 км/ч (6 км)                                           |                                   |                                   |                                   |
| Дальность                                             | 2,4 тыс. км                                               |                                   |                                   |                                   |
| Потолок                                               | 10,8 км                                                   |                                   |                                   |                                   |
| Нагрузка на крыло                                     | 166 кг/м²                                                 | 166 кг/м²                         |                                   |                                   |
| Скороподъемность                                      | 23 м/с                                                    |                                   |                                   |                                   |
| Вооружение                                            |                                                           |                                   |                                   |                                   |
| Стрелковое                                            | синхр. пара АП-97 (12,7 мм) подвесное пара АП-1 (12,7 мм) |                                   |                                   |                                   |
| Подвесное                                             | пара пилонов (ОФАБ-250/ПТБ 400 л)                         | пара пилонов (ОФАБ-250/ПТБ 400 л) | пара пилонов (ОФАБ-250/ПТБ 400 л) | пара пилонов (ОФАБ-250/ПТБ 400 л) |

## Боевое применение

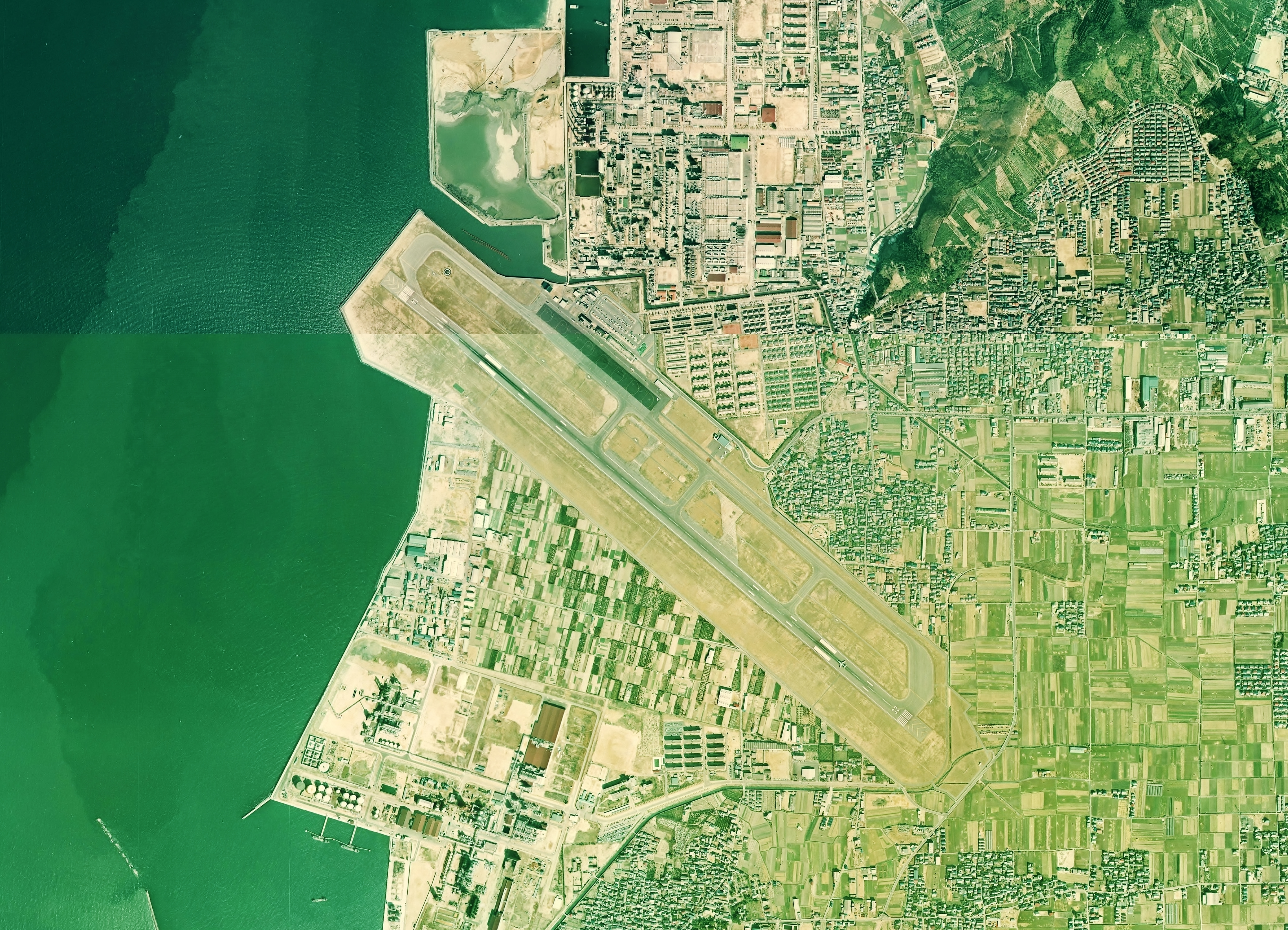
Аэродром ПВО ВМС Мацуяма (ИАП №341 и №434 ВМС)
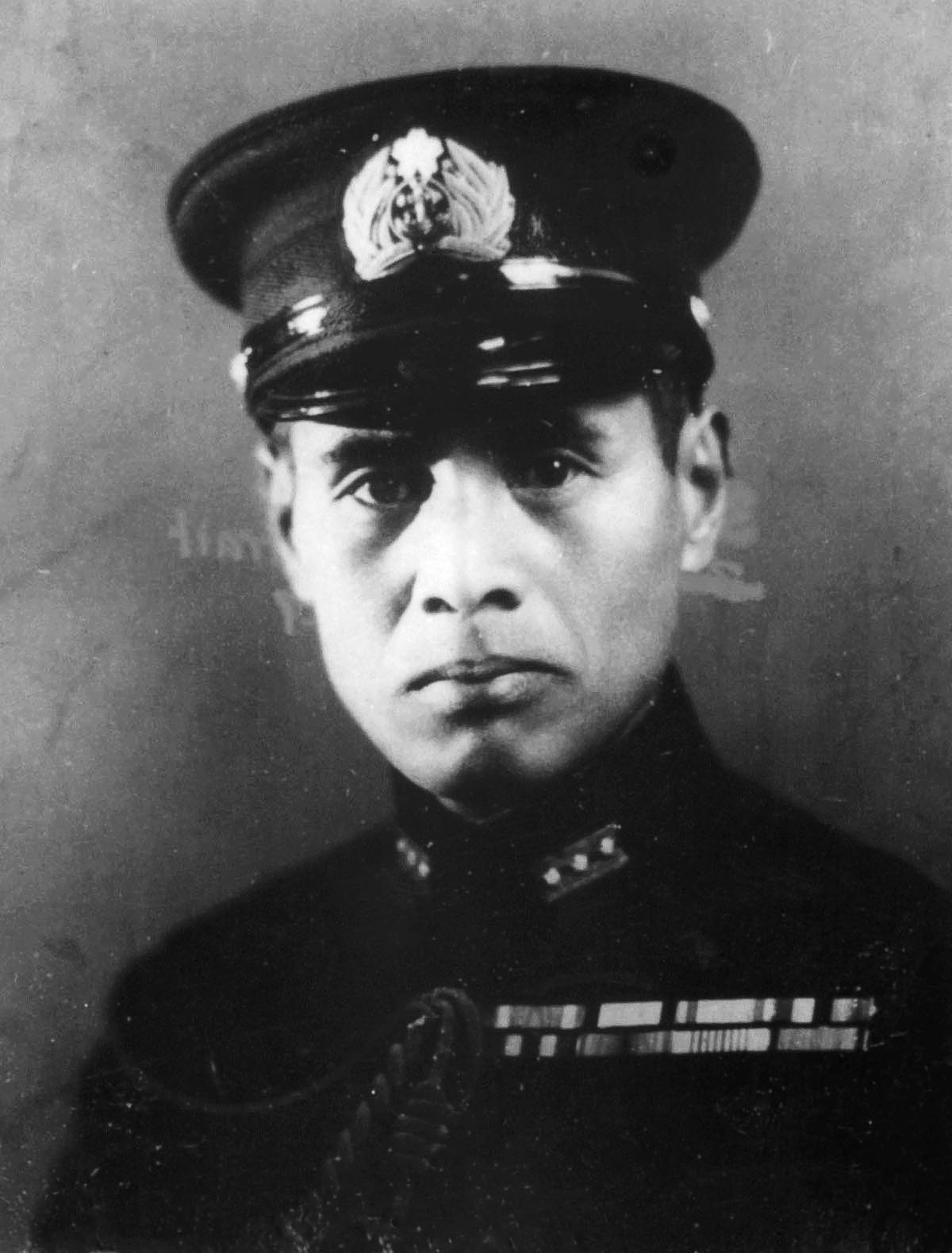
Командир ИАП №343 (капитан 1-го ранга М. Гэнда)
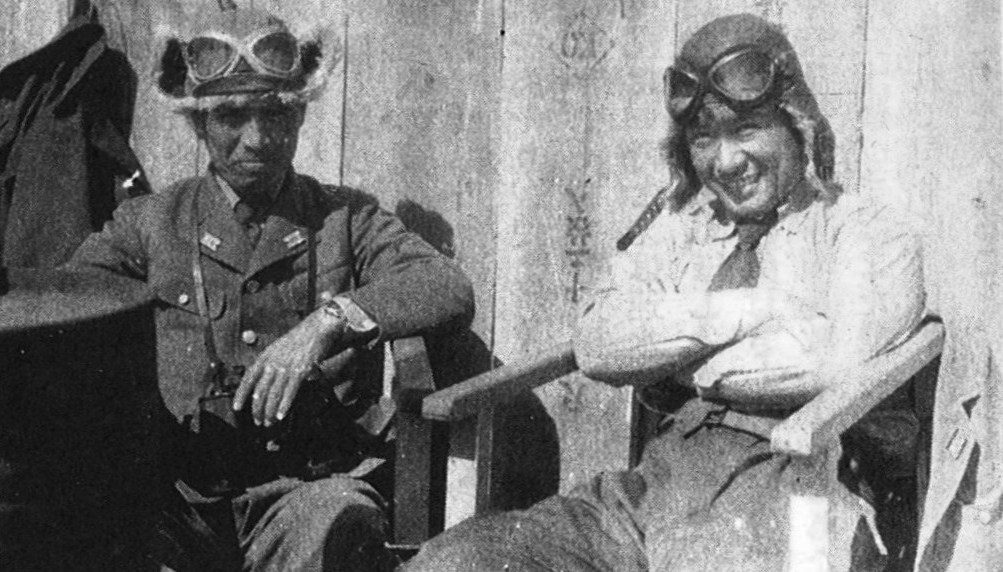
КП ИАП №343 (комполка М. Гэнда и НШ Ё. Сига)

Первые перехватчики Молния планировались к передаче на вооружение береговой воздушной армии №10 ВМС в составе ИАП ПВО №341, №343, №345 и №361 (сформированы на базе корабельных ИАЭ ДАВ №1 ВМС). Ожидая поступления перехватчиков в войска, ИАП №341 в июле 1944 г. имел на вооружении корабельные И-0 и бипланы УТИ-93. Перевооружение затянулось до осени 1944 г., в результате чего ИАП ВА №10 (кроме ИАП №341) были расформированы. Среднепланы первых серий были поставлены также дислоцированному на ФилиппинахИАП №201 ПВО ВМС. В ноябре 1944 г. ИАП №341 и №201 ПВО ВМС с Филиппин обеспечивали поддержку действий соединений ВМС в оборонительной операции у арх. Филиппин (з. Лейте). В  стратегической операции ВМС Императорской Японии перехватчики Молния использовались в качестве истребителей ПВО, береговых разведчиков, и легких торпедоносцев. В конце октября 1944 г. для обороны Филиппин с о. Тайвань на о. Лусон был переброшен ИАП №341 (более ста машин). Полк воевал с умением и жесткостью, но вскоре ему пришлось столкнуться с нехваткой материалов и запчастей в связи с морской и воздушной блокадой островов базирования. Получив первые машины осенью, полк был передислоцирован на военный аэродром ВМС Такао (г. Гаосюн, о. Тайвань), где с октября пытался сдерживать продвижение к берегам метрополии 38-й авианосной дивизии ВМС США (основной авианосной группировки, продвигавшейся к берегам Японии). В середине октября у о. Тайвань произошел один из самых крупных боев между силами ИАП №341 (до трех рот перехватчиков Молния) и авиацией ВМС США (до трех ИАЭ ВМС США, где ПВО ВМС Японии потеряло 14 машин, сбив десятку противника.. С начала 1945 г. ИАП №341 приступил в формированию таранных групп камикадзэ и после понесенных потерь был выведен в метрополию на о. Сикоку (аэродром ВМС Мацуяма).

## Оценка проекта
Освоение новейшей машины осложнялось сложностью мощной силовой установки, слабым шасси и проблемами обслуживания сложной техники на полевых аэродромах. Вариант среднеплана рассматривался как временная мера до принятия низкопланной схемы. Для летного состава опасность представляли большой пробег на посадке и малоэффективные тормоза. В боевом плане перехватчик зарекомендовал себя опасным противником для всех машин противника. Летчик ИАП №343 (мл. лейтенант ВМС И. Миядзаки) отмечал, что Молния была значительно лучше И-0 при стрельбе и в пикировании, но очень уступала в маневренности и безопасности полета.. Замкомполка ИАП №341 К. Ивасита и летчик ИАП №201 Т. Касаи считали, что по своим возможностям Молния соответствовала F6F ВМС США (впервые увидев машину в воздухе, Т. Касаи принял ее за F4F предыдущего поколения). Летчики утверждали, что на первых порах нередки были случаи неверной идентификации машины и ее перехватов силами ПВО ВМС.